# Nothing's Shocking
Nothing's Shocking es el nombre del álbum debut de estudio de Jane's Addiction, banda de rock alternativo originaria de California, Estados Unidos, publicado el 23 de agosto de 1988, llevando como nombre un verso de la canción "Ted, Just Admit It..." Además, el álbum fue nominado a los premios Grammy de 1989, y la revista Rolling Stone lo incluyó en su lista de los 500 mejores álbumes de todos los tiempos en el puesto 309, así como en la lista de las 100 mejores carátulas en el puesto 19.

## Lista de canciones
1. "Up The Beach" (Farrell) - 3:00
2. "Ocean Size"(Avery/Farrell/Navarro/Perkins) - 4:20
3. "Had A Dad" (Farrell) - 3:44
4. "Ted, Just Admit It..." (Farrell/Navarro/Perkins) - 7:23
5. "Standing In The Shower...Thinking" (Farrell) - 3:03
6. "Summertime Rolls" (Avery/Farrell/Navarro/Perkins) - 6:18
7. "Mountain Song(Farrell) - 4:03
8. "Idiots Rule" (Farrell) - 3:00
9. "Jane Says"(Farrell) - 4:52
10. "Thank You Boys" (Farrell) - 1:01
11. "Pig's In Zen" (Farrell) - 4:30

## Formación
Jane's Addiction
- Perry Farrell - Voz
- Dave Navarro - Guitarra acústica y eléctrica
- Eric Avery - Bajo y guitarra acústica
- Stephen Perkins - Batería y percusión

Músicos adicionales
- Angelo Moore - Saxofón
- Flea - Trompeta
- Christopher Dowd - Trombón

## Posiciones en listas

### Álbum
| Año  | Ranking           | Posición |
| ---- | ----------------- | -------- |
| 1988 | Billboard Top 200 | 103      |

### Sencillos
| Año  | Sencillo    | Lista              | Posición |
| ---- | ----------- | ------------------ | -------- |
| 1988 | "Jane Says" | Modern Rock Tracks | 6        |

- Datos: Q1189149